# Sojuz MS-22
Sojuz MS-22 (ryska: Союз МС-22) var en flygning i det ryska rymdprogrammet, till Internationella rymdstationen (ISS). Farkosten sköts upp med en Sojuz-2.1a-raket, från Kosmodromen i Bajkonur, den 21 september 2022. Några timmar efter uppskjutningen dockade farkosten med rymdstationen.
Flygningen transporterade Sergej Prokopjev, Dmitrij Petelin och Francisco Rubio till rymdstationen.
Den 15 december 2022 uppstod en läcka på ett av farkostens kylsystem. För att säkerställa besättningens säkerhet, påskyndade man uppskjutningen av Sojuz MS-23. För att i en nödsituation minska påfrestningarna på Sojuz MS-22s skada livsuppehållande system flyttades, Francisco Rubio säte till SpaceX Crew-5.
Efter att Sojuz MS-23 anlänt till rymdstationen, flyttades alla tre sätena till Sojuz MS-23.
Då farkosten skulle återvända till jorden utan besättning tog man tillfället i akt att lasta farkosten med material som skulle återföras till jorden. Den 28 mars 2023 lämnade farkosten rymdstationen. Några timmar senare återinträdde den i jordens atmosfär och landade i Kazakstan.

## Besättning
| Befälhavare    | Sergej Prokopjev, RSA Hans andra rymdfärd  |
| Flygingenjör 1 | Dmitrij Petelin, RSA Hans första rymdfärd  |
| Flygingenjör 2 | Francisco Rubio, NASA Hans första rymdfärd |

## Reservbesättning
| Befälhavare    | Oleg Kononenko, RSA |
| Flygingenjör 1 | Nikolai Chub, RSA   |
| Flygingenjör 2 | Loral O'Hara, NASA  |